# Disturbed
Disturbed (в переводе с англ. — «Встревоженные») — американская метал-группа, образованная в городе Чикаго (штат Иллинойс) в 1994 году под названием «Brawl». В 1996 году меняет своё название на «Disturbed», тогда в группу входили Дэн Дониган, Стив Кмак, Майк Венгрен и Дэвид Дрейман. С момента формирования группы они продали около 35 миллионов копий альбомов во всем мире, выпустили восемь студийных альбомов и один концертный, став одной из самых успешных рок-групп за последние годы.

## История

### Ранний период под названием «Brawl» (1994—1996)

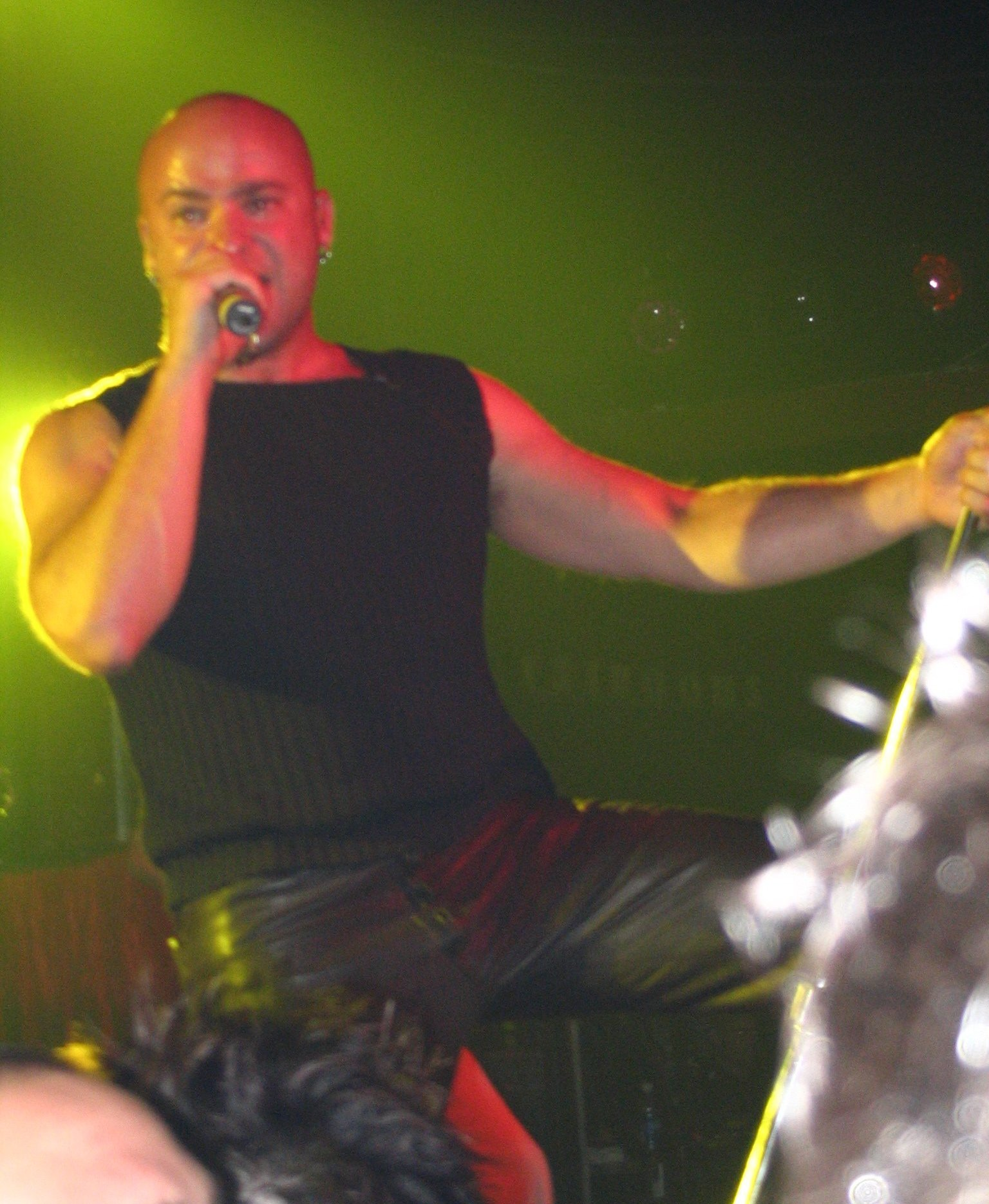
Дэвид Дрейман

Когда Дэвид Дрейман присоединился к Disturbed, группа была известна как Brawl, которая состояла из вокалиста Эриха Авальта, гитариста Дэна Донигана, барабанщика Майка Венгрена, и басиста Стива Кмака. Прежде чем дать имя группе («Brawl»), как рассказывал Дэн в DVD, выпущенном на десятилетие Disturbed, самое первое имя группы должно быть «Crawl». Имя заменили, чтобы не было ссор c другой группой. Эрих Авальт оставил группу вскоре после записи демонстрационной ленты, а другие три участника поместили объявления о том, что они ищут нового вокалиста. Они отправили объявление в местную музыкальную газету в городе Чикаго, штат Иллинойс, которая называлась «Illinois Entertainer». Дэвид Дрейман ответил на объявление группы в том же месяце. Гитарист Дэн Дониган прокомментировал вокал Дэвида Дреймана: «После минуты или двух он начал строчить эти мелодии… Я играю на гитаре и улыбка до ушей, пытаюсь скрыть, что парень мне нравится. Знаете, я не хотел сказать да, мы тебе перезвоним. Но мне так понравилось. Вы знаете, из всех вокалистов, с которыми мы беседовали или которых прослушивали, он (Дэвид Дрейман) был единственным певцом, который был готов петь в любом стиле, как мы и хотели. И это произвело на меня огромное впечатление». Официальной датой образования группы Disturbed считается 1996 год, когда к уже сформировавшемуся коллективу из Дэна Донигана, Стива Кмака и Майка Венгрена присоединился Дэвид Дрейман. После прослушивания и присоединения к группе Дэвид Дрейман дал название коллективу «Disturbed», которое и стало официальным названием группы. Когда был задан вопрос, почему группу назвали Disturbed, Дэвид Дрейман сказал: «Это имя я рассматривал для группы в течение многих лет. Это просто символизирует всё, что мы чувствовали в то время. Уровень, которому мы должны были соответствовать, тревожил нас, и мы пытались выйти за рамки возможного».

### «The Sickness»(1998—2000)
После переименования группа записала две демокассеты по три трека в каждой. На первой были записаны The Game, Down with the Sickness и Meaning of Life; на второй — Want, Stupify и Droppin' Plates, также они создали талисмана своей группы — The Guy и подписали контракт с Giant Records. В 2000 году группа выпускает свой дебютный альбом, названный «The Sickness». Альбом достиг 29-го места в Billboard 200, с момента выхода было продано более четырёх миллионов копий в США.

### «Believe»(2001—2003)
В феврале 2001 года было объявлено, что группа сделала кавер песни «Midlife Crisis» группы Faith No More, однако песня долгое время не исполнялась группой. 4 июня 2002 года Disturbed выпустили документальный DVD о группе, который получил название M.O.L., этот диск содержит видеоматериалы, рассказывающие о группе во время их работы в студии, также на нём присутствуют несколько клипов, сделанных с концертных выступлений группы. 17 сентября 2002 года Disturbed выпустили свой второй студийный альбом, названный «Believe», который дебютировал на первом месте на Billboard 200. Клип для первого сингла с альбома «Believe», который был назван «Prayer», отказались показывать большинство телевизионных станций, объясняя это тем, что клип имеет много общих черт с терактом 11 сентября 2001 года. Также в это время Дэвид Дрейман сделал запись песни, названной «Forsaken», которая была выпущена в качестве саундтрека к фильму Королева проклятых.
Летом 2001 года «Disturbed» приняли участие в традиционном Ozzfest туре. К тому времени популярность группы выросла настолько, что организаторы фестиваля перевели её из открывающих групп поближе к хедлайнерам «Black Sabbath», а композиция «Fear» попала на сборник «Ozzfest 2001».
После выхода 17 сентября 2002 года второго студийного альбома «Believe» Disturbed в 2003 году ещё раз участвуют в туре Ozzfest и после начинают свой собственный тур, который был назван Music as a Weapon II. Группы Chevelle, Taproot, и Unloco участвовали вместе с ними в этом туре. Во время тура Disturbed дебютировала невыпущенная песня, названная «Dehumanized». После того как Disturbed закончили тур Music as a Weapon II, Стив Кмак был уволен группой из-за «личных разногласий». На замену Стива Кмака пришёл Джон Мойер, который стал новым бас-гитаристом группы. После этого Disturbed с Джоном Мойером в качестве нового бас-гитариста сыграли живой концерт в House of Blues и исполнили две новые песни, которые назывались «Hell» и «Monster», обе из которых являются бонусными треками на третьем студийном альбоме Ten Thousand Fists.

### «Ten Thousand Fists»(2004—2006)

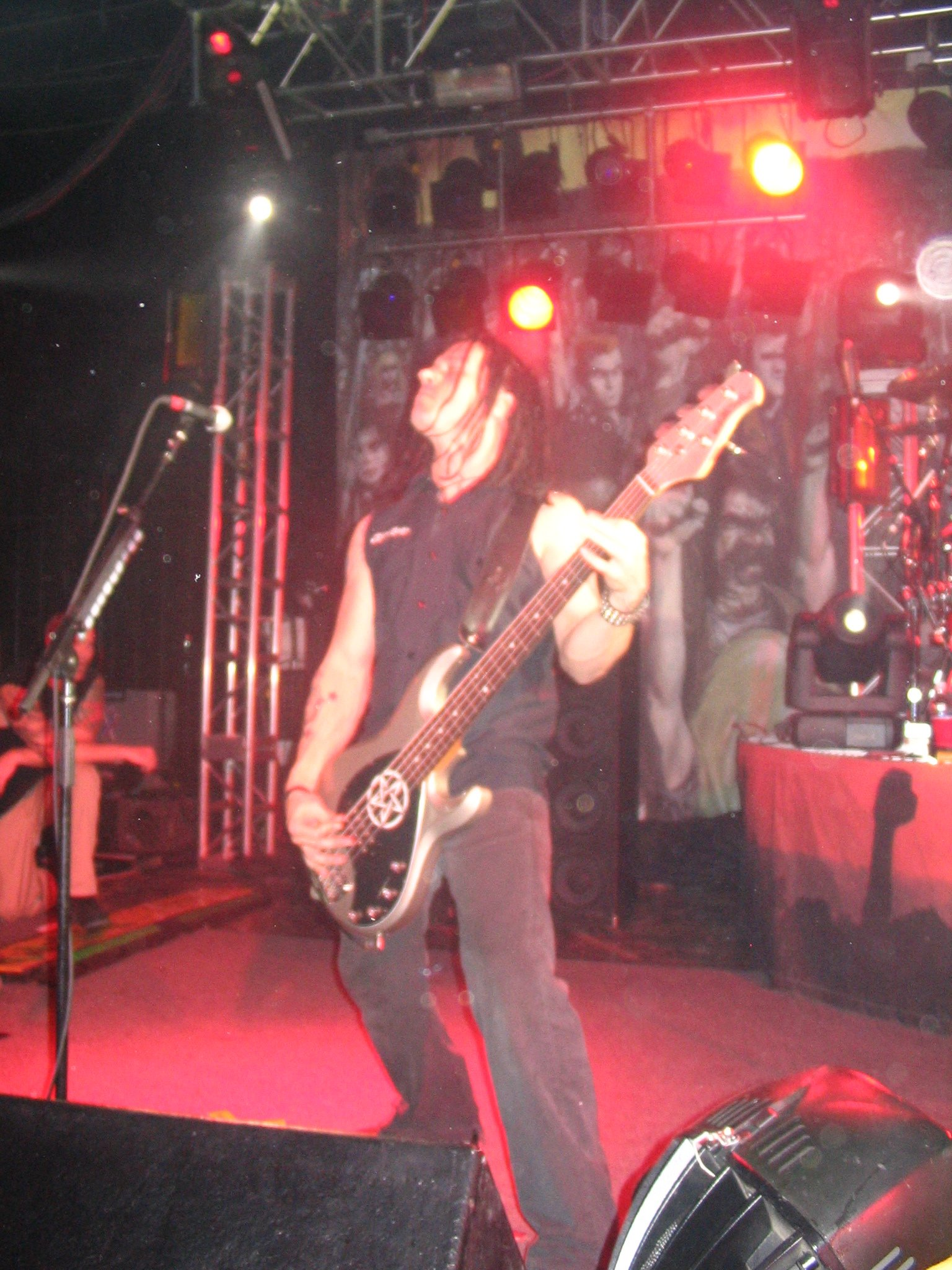
Джон Мойер

Альбом «Ten Thousand Fists» был выпущен 20 сентября 2005 года и дебютировал на первом месте в чарте Billboard 200, продав приблизительно 238 000 копий на первой неделе после выпуска. Альбом получил статус платинового 5 января 2006 года, продав 1 000 000 копий в Соединённых Штатах. Группа возглавила Ozzfest в 2006 году наряду с Ozzy Osbourne, System of a Down, Lacuna Coil, DragonForce, Avenged Sevenfold, и Hatebreed.
На интервью с Launch Radio Networks вокалист Дэвид Дрейман заявил, что для альбома было записано двадцать песен, но только четырнадцать песен официально вошли в альбом. Остальные песни были включены в синглы или распространялись через интернет: «Hell», которая была включена в сингл «Stricken»; «Monster», которая была доступна на iTunes, которая позже была включена в Ten Thousand Fists Tour Edition; «Two Worlds», которая также была доступна в Ten Thousand Fists Tour Edition и «Sickened», которая была включена в сингл «Land of Confusion». Альбом «Ten Thousand Fists» дебютировал на первом месте в США и стал дважды платиновым.
В 2006 году европейский тур был дважды отложен из-за проблем Дэвида Дреймана с голосом. Из-за проблем с голосом Дэвид Дрейман сделал хирургическую операцию, которая прошла успешно. Также вокалист Дэвид Дрейман был вовлечён в скандал из-за того, что критически высказывался об исках RIAA против индивидуальных пользователей файлообменных сетей, несмотря на то, что издатель Disturbed находится под протекцией RIAA: «Вместо того, чтобы расходовать средства на судебные процессы против детей, они могли бы научиться эффективно использовать Интернет. Я не просил их защищать меня, и мне не нужна их защита».
В конце 2006 года Disturbed отправилась в тур под названием Music as a Weapon III. Группы Flyleaf, Stone Sour и Nonpoint участвовали с ними в этом туре Disturbed закончили тур Music as a Weapon III в конце того же 2006 года. Вскоре после этого Дэвид Дрейман заявил, что группа начала работу над их четвёртым студийным альбомом.

### «Indestructible»(2007—2009)

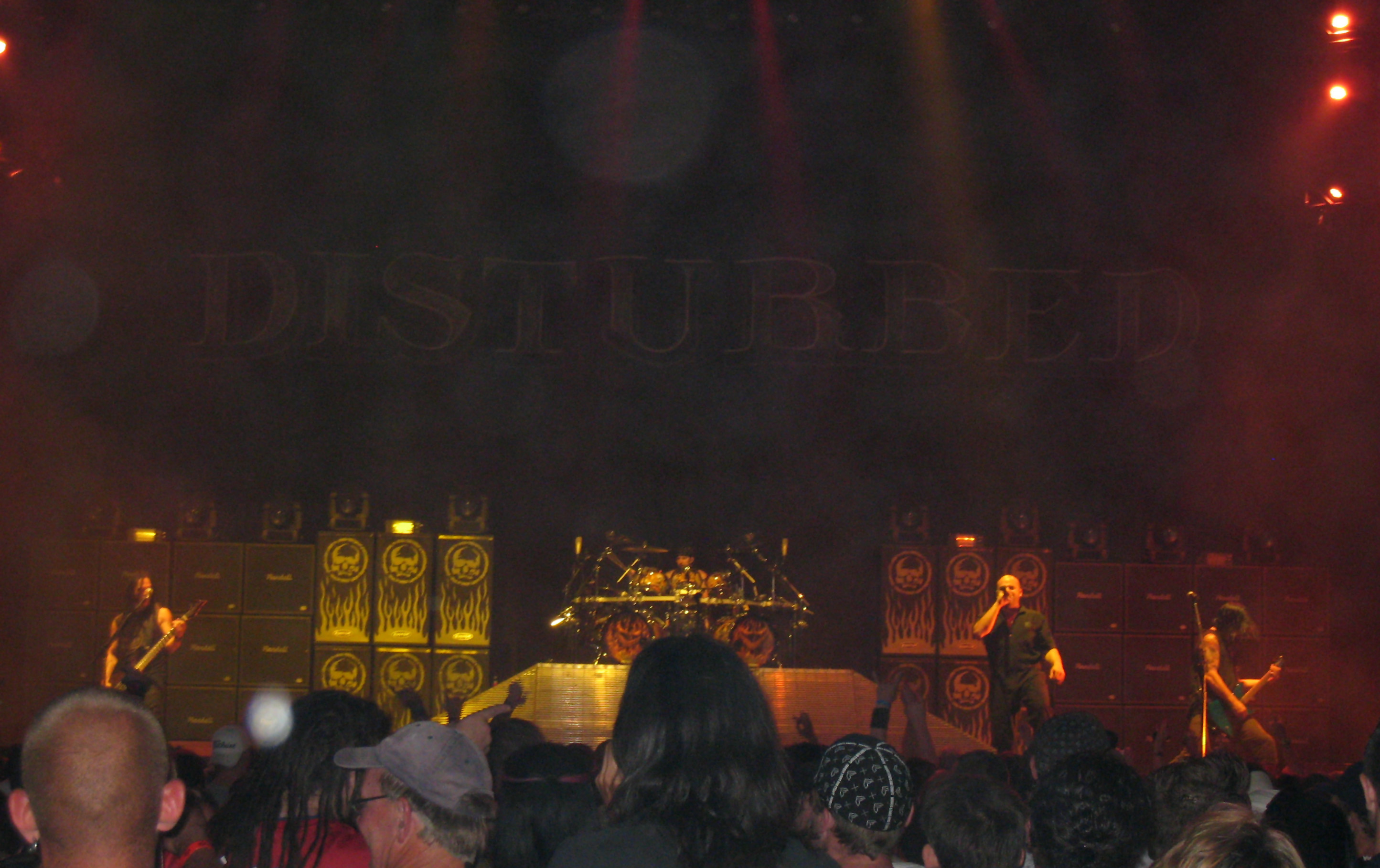
Disturbed на Mayhem Festival в Далласе.

3 июня 2008 года группа выпустила четвёртый альбом под названием «Indestructible» (рус. «Неразрушимый»). А позже по одноимённой песне сняла клип. Альбом содержит более мрачные песни, чем записанные до него. Некоторые песни повествуют о реальных событиях, которые Дэвид Дрейман пережил до записи альбома. В альбом включены 2 песни: «Perfect Insanity» и «Divide», которые были записаны ещё до их первого альбома, но так и не вошли ни в один альбом. Чтобы соответствовать характеру песен, Дэвид сказал членам группы, чтобы они играли как можно более мрачную музыку. Несмотря на мрачные темы песен, песня «Indestructible» записана для поддержки солдат, участвующих в войне. Альбом был встречен смешанными мнениями критиков. Статус платинового диска альбом получил от RIAA после продажи одного миллиона копий на территории США. Песня «Inside the Fire» в 2009 году была номинирована на премию Грэмми в категории «Лучшая песня Хард-рок».
Группа начала свой Music as a Weapon IV тур в марте 2009 года, и закончила в конце мая. Тур также дублировал «фестиваль», который показал такие группы, как Killswitch Engage, Lacuna Coil, и Chimaira на одной площадке.
На одном из интервью Дэвид Дрейман кратко упомянул о пятом альбоме группы, заявляя, что его лирические темы будут такими же мрачными, как и у «Indestructible». Группа заявила, что они отдохнут несколько месяцев и затем начнут писать песни для следующего альбома, наиболее вероятно запись альбома начнётся в конце 2009 года. В другом интервью с Майком Венгреном и Джоном Мойером было заявлено, что судя по ощущениям, пережитым Дрейманом в прошлые несколько лет его жизни, новый альбом Disturbed будет агрессивным, сердитым и «сильно бьющим». Венгрен также сказал, что новый альбом может быть выпущен весной или летом 2010 года.

### «Asylum»и перерыв (2010—2011)
21 апреля 2010 года Disturbed анонсировала название своего нового альбома — «Asylum». Этот альбом был выпущен лейблом Reprise в конце лета.
Как и в случае с «Indestructible», Disturbed продюсируют «Asylum» самостоятельно. Сочинение материала началось в сентябре 2008 года, а запись — в феврале 2009 года.
Asylum вышел 31 августа 2010 года. Сингл вышел 15 июня (16 июня на iTunes). Также на Youtube появился клип на песню. В альбом вошло 12 композиций. 15 июля на официальном сайте была загружена новая песня — Asylum. Песня доступна для скачивания c 20 июля в iTunes Music Store, а также на других сайтах. Также на официальном сайте группы можно посмотреть официальное видео на сингл «Another Way to Die» в качестве HD. 24 августа стал доступен ещё один сингл — «The Animal», включающий в себя две песни — «Never Again» и «The Animal» соответственно. Кроме того, несколько песен группы включены в DLC к серии игр «Rock Band». Выход альбома состоялся 31 августа 2010.
Asylum дебютировал на первом месте чарта Billboard 200 с числом продаж более 179,000. Это четвёртый альбом группы, который добрался до вершины этого музыкального чарта США. До этого такая же серия успешных альбомов была только у групп Metallica и Dave Matthews Band.
Несмотря на успех и аншлаговые концерты, летом 2011 года музыканты объявили, что группа отправляется в бессрочный отпуск — но, возможно, когда-нибудь в будущем ещё вернется на сцену. Своё решение они объяснили системным кризисом в рок-индустрии, а также желанием заниматься личными проектами, при этом уверив фанатов, что внезапное решение не стало результатом внутреннего раскола в группе. Тем не менее, в ноябре того же года группа выпускают сборник b-side песен под названием «The Lost Children», вместе с ним выходит для отдельного скачивания сингл «Hell».

### Другие проекты (2012—2014)
8 февраля 2012 года было объявлено, что Джон Мойер становится новым басистом группы Adrenaline Mob, дебютировав вместе с ними 12-го марта. В мае 2012 года Дрейман объявляет о своём новом проекте под названием Device. 9 апреля 2013 года группа выпускает свой дебютный альбом, пригласив музыкантов из других металл-групп. 25 апреля 2013 года было объявлено, что гитарист Дэн Донэган и барабанщик Майк Венгрен начинают новый проект с вокалистом Evans Blue, Дэном Чандлером. Их дебютный альбом был выпущен 23 июля того же года. В январе 2015 года было объявлено, что Мойер создаёт новую группу Art of Anarchy вместе со Скоттом Вейландом, Роном Талом и близнецами Джоном и Винсом Вотта, их дебютный альбом должен быть выпущен весной этого же года.

### Возвращение и«Immortalized»(2015—2017)
20 июня 2015 года на официальной странице в Facebook'е и на сайте был опубликован ролик, намекающий на возможное возвращение группы. В ролике талисман группы, The Guy, лежит на жизнеобеспечении и дышит. Также был показан новый логотип Disturbed. 22 июня было опубликовано ещё одно видео, показывающее пробуждение The Guy и начало 18-часового отсчёта на оф. сайте. Наконец, 23 июня было официально объявлено о воссоединении, анонсирован новый альбом «Immortalized», который втайне записывался с 2014 года, и выпущен сингл «The Vengeful One», релиз альбома состоялся 21 августа. 23 июля в iTunes стал доступен для заказа второй сингл «Immortalized» из нового одноимённого альбома, а также анонсированы другие ближайшие релизы синглов до самого альбома: 31 июля — «Fire It Up», 7 августа — «What Are You Waiting For». Также был объявлен первый концерт группы после перерыва — в день релиза нового альбома группа споёт его в своём родном городе Чикаго. На данный момент уже доступно 16 песен.
Disturbed выпустила концертный альбом под названием «Live at Red Rocks» 18 ноября 2016 года. Группа представила выступление с треком «The Sound of Silence» на The X Factor Австралия.
59-я церемония награждения «Грэмми» состоялась 12 февраля 2017 года в Стэйплс-центр, Лос-Анджелес. Рок представлен в 4 номинациях: Лучшее рок-исполнение, Лучшее метал-исполнение, Лучшая рок-песня и Лучший рок-альбом. Disturbed представлена в лучшем рок-исполнении вместе с Бейонсе, Дэвидом Боуи, Twenty One Pilots и Alabama Shakes. Согласно интервью журнала Metal Hammer: Дэвид подверг сомнению, почему его группа и поп-звезда номинированы в одной категории. Ранее на этой неделе было объявлено, что кавер на песню The Sound Of Silence на выступлении в the Conan show будет против Don’t Hurt Yourself от Бейонсе и Jack White как лучшее рок выступление года. Также Дрейман подверг сомнению определение церемонии рок-музыки, и говорит, что оба участия в одном списке означает «что что-то пошло не так».

### «Evolution»(2018 — настоящее время)
16 августа 2018 года был выпущен первый сингл «Are You Ready» из нового альбома Evolution, который вышел 19 октября того же года и состоит из 14 треков. Второй сингл «A Reason to Fight» вышел 21 сентября того же года. В поддержку альбома группа анонсировала тур «Evolution World Tour», который состоялся в начале 2019 года. Объявленные даты включали шоу по всей Северной Америке и Канаде, а также европейский этап тура. Группа также объявила о том, что, хотя будет больше концертов, их всё же будет меньше, чем в более ранние дни существования группы. 25 марта 2019 года Disturbed объявили о масштабном летнем туре с Pop Evil и In This Moment, где Pop Evil откроют первую половину концертов, а In This Moment — вторую.

## Талисман
Талисман Disturbed получил имя «The Guy» (рус. «Парень»), был впервые полностью показан в видеоклипе для песни «Land of Confusion» и появился на обложках пяти альбомов и одного сборника Disturbed: Ten Thousand Fists, Indestructible, Asylum, The Lost Children, Immortalized (на обложке данного альбома скалы образуют его лицо) и Divisive. «The Guy» стал официальным талисманом группы и был полностью нарисован создателем комиксов Spawn Тоддом Макфарлейном.

## Стиль и лирические темы
Группа была классифицирована как хеви-метал или хард-рок, а в начале карьеры больше всего ню-метал-группа. Disturbed также расценена некоторыми критиками как альтернативный рок и альтернативный метал. Однако когда поклонники хеви-метала не нашли Disturbed достаточно тяжёлым, Дэвид Дрейман сказал:
«У нас, вероятно, слишком много мелодичности, или наша музыка не совсем бурная и едкая. Несмотря на то, что я люблю такой стиль музыки, это не то, что мы пытаемся делать. Если мы поместим творчество в эти рамки, то в нашей музыке будет больше хард-рока, чем хеви-метала».
«Секрет в том, что наша музыка никогда не являлась частью какого-либо жанра, хотя мы определённо извлекли выгоду из популярности того, что назвали ню-металом в то время», — говорит Дрейман. «У нас никогда не было стереотипных признаков, которые имели другие группы. Мы не читаем текст, не используем фонограммы. Мы играем, по моему мнению, классический метал. Black Sabbath, Iron Maiden, Judas Priest, Metallica, Pantera — группы, которые вызвали в нас желание играть».
Согласно Дэвиду Дрейману на домашнем документальном видео группы M.O.L., лирика, которую он пишет, основана на его жизненном опыте и восприятии. Он заявил, что ему нравится дарить его идеям загадочную лирику. Темы варьируются от иудейско-христианского понятия Небес и Ада, домашнего насилия, самоубийства, безумия, отношений, войны до фантазийности — например кровожадность, оборотни и демоны.
Гитарист Дэн Дониган использует строи Drop C, Drop C# и Drop B (иногда Eb). Они создают более тяжёлый звук и позволяют быстрее переставлять аккорды в рифах. Также Дэн использует тонкие электронные эффекты, которые остальная часть группы называет «The Danny Donegan Orchestra».

## Состав

### Текущий состав
- Дэвид Дрейман (англ. David Draiman) — вокал (1996 — 2011, 2015 — настоящее время)
- Дэн Дониган (англ. Dan Donegan) — ритм/соло-гитара, клавишные, программирование, бэк-вокал (1996 — 2011, 2015 — настоящее время), бас-гитара в Immortalized (2015)
- Джон Мойер (англ. John Moyer) — бас-гитара, бэк-вокал (2004 — 2011, 2015 — настоящее время)
- Майк Венгрен (англ. Mike Wengren) — ударные, бэк-вокал (1996 — 2011, 2015 — настоящее время)

### Бывшие участники
- Стив Кмак (англ. Steve Kmak) — бас-гитара (1996—2003)
- Эрих Авальт (англ. Erich Awalt) — вокал (1994—1996)

## Дискография
- The Sickness (2000)
- Believe (2002)
- Ten Thousand Fists (2005)
- Indestructible (2008)
- Asylum (2010)
- Immortalized (2015)
- Evolution (2018)
- Divisive (2022)